# Piergiorgio Sartore
Piergiorgio Sartore ou Piero Sartore (né le 24 février 1939 à Turin dans le Piémont et mort le 9 janvier 2011) est un footballeur italien, qui évoluait au poste d'attaquant.

## Biographie
Formé par le club de sa ville natale de la Juventus, Piergiorgio Sartore fait ses débuts avec l'effectif professionnel lors de la saison 1957-58, mais ne joue qu'une seule rencontre (en Coppa Italia le 6 juillet 1958 lors d'un succès 3-1 sur Biellese).
La saison suivante, il rejoint le club de Serie C de Pordenone, puis après un retour à la Juve, rejoint en 1961 l'équipe de Serie B de Côme, où il reste deux saisons pour un total de 60 matchs et buts 11 inscrits,.
En 1963, il part pour Venise avec qui il dispute 31 rencontres,, puis part lors de la saison suivante rejoindre le club du Pro Patria pour y jouer encore deux saisons en Serie B (67 matchs pour 18 buts,).
Il met un terme à sa carrière professionnelle avec une ultime pige en Serie B à Novare.